# 동경 128도
동경 128도는 본초 자오선에서 동쪽으로 128도 떨어진 경선이다. 북극점에서 시작하여 북극해와 아시아, 태평양, 오스트랄라시아, 인도양, 남극해, 남극을 거쳐 남극점에 이른다.
북극점에서 남극점까지 동경 128도선은 다음 지역을 지나간다.
| 좌표                                                    | 나라, 지역, 해역       | 주석                                                                                    |
| ------------------------------------------------------- | ---------------------- | --------------------------------------------------------------------------------------- |
| 북위 90° 0′ 동경 128° 0′  / 북위 90.000° 동경 128.000°  | 북극해                 |                                                                                         |
| 북위 77° 28′ 동경 128° 0′  / 북위 77.467° 동경 128.000° | 랍테프해               |                                                                                         |
| 북위 73° 25′ 동경 128° 0′  / 북위 73.417° 동경 128.000° | 러시아                 |                                                                                         |
| 북위 49° 35′ 동경 128° 0′  / 북위 49.583° 동경 128.000° | 중화인민공화국         | 헤이룽장성 지린성 - 백두산 바로 서쪽을 지난다.                                          |
| 북위 41° 26′ 동경 128° 0′  / 북위 41.433° 동경 128.000° | 조선민주주의인민공화국 | 량강도 함경남도                                                                         |
| 북위 40° 3′ 동경 128° 0′  / 북위 40.050° 동경 128.000°  | 동해                   | 동조선만                                                                                |
| 북위 38° 51′ 동경 128° 0′  / 북위 38.850° 동경 128.000° | 조선민주주의인민공화국 | 강원도                                                                                  |
| 북위 38° 19′ 동경 128° 0′  / 북위 38.317° 동경 128.000° | 대한민국               | 강원특별자치도 충청북도 경상북도 충청북도 경상북도 경상남도 - 창선도와 남해도를 지난다. |
| 북위 34° 42′ 동경 128° 0′  / 북위 34.700° 동경 128.000° | 동중국해               |                                                                                         |
| 북위 27° 5′ 동경 128° 0′  / 북위 27.083° 동경 128.000°  | 일본                   | 이헤야섬                                                                                |
| 북위 27° 3′ 동경 128° 0′  / 북위 27.050° 동경 128.000°  | 동중국해               |                                                                                         |
| 북위 26° 42′ 동경 128° 0′  / 북위 26.700° 동경 128.000° | 일본                   | 오키나와섬                                                                              |
| 북위 26° 29′ 동경 128° 0′  / 북위 26.483° 동경 128.000° | 태평양                 | 필리핀해                                                                                |
| 북위 2° 12′ 동경 128° 0′  / 북위 2.200° 동경 128.000°   | 인도네시아             | 할마헤라섬                                                                              |
| 북위 2° 5′ 동경 128° 0′  / 북위 2.083° 동경 128.000°    | 할마헤라해             |                                                                                         |
| 북위 1° 48′ 동경 128° 0′  / 북위 1.800° 동경 128.000°   | 인도네시아             | 할마헤라섬                                                                              |
| 북위 1° 18′ 동경 128° 0′  / 북위 1.300° 동경 128.000°   | 카오 만                |                                                                                         |
| 북위 1° 6′ 동경 128° 0′  / 북위 1.100° 동경 128.000°    | 인도네시아             | 할마헤라섬                                                                              |
| 북위 0° 28′ 동경 128° 0′  / 북위 0.467° 동경 128.000°   | 할마헤라해             |                                                                                         |
| 남위 0° 19′ 동경 128° 0′  / 남위 0.317° 동경 128.000°   | 인도네시아             | 할마헤라섬                                                                              |
| 남위 0° 41′ 동경 128° 0′  / 남위 0.683° 동경 128.000°   | 말루쿠해               |                                                                                         |
| 남위 1° 31′ 동경 128° 0′  / 남위 1.517° 동경 128.000°   | 인도네시아             | 오비라섬                                                                                |
| 남위 1° 43′ 동경 128° 0′  / 남위 1.717° 동경 128.000°   | 스람해                 |                                                                                         |
| 남위 3° 4′ 동경 128° 0′  / 남위 3.067° 동경 128.000°    | 인도네시아             | 스람섬과 암본섬                                                                         |
| 남위 3° 46′ 동경 128° 0′  / 남위 3.767° 동경 128.000°   | 반다해                 |                                                                                         |
| 남위 8° 9′ 동경 128° 0′  / 남위 8.150° 동경 128.000°    | 인도네시아             | 모아섬                                                                                  |
| 남위 8° 15′ 동경 128° 0′  / 남위 8.250° 동경 128.000°   | 티모르해               |                                                                                         |
| 남위 14° 34′ 동경 128° 0′  / 남위 14.567° 동경 128.000° | 오스트레일리아         | 웨스턴오스트레일리아주                                                                  |
| 남위 32° 5′ 동경 128° 0′  / 남위 32.083° 동경 128.000°  | 인도양                 | 오스트레일리아 정부는 이 해역을 남극해의 일부로 본다.                                   |
| 남위 60° 0′ 동경 128° 0′  / 남위 60.000° 동경 128.000°  | 남극해                 |                                                                                         |
| 남위 67° 2′ 동경 128° 0′  / 남위 67.033° 동경 128.000°  | 남극                   | 오스트레일리아령 남극 지역, 오스트레일리아가 영유권을 주장하고 있다.                    |

## 같이 보기
- 동경 127도
- 동경 127.5도
- 동경 129도